# Municipio de New Buda
El municipio de New Buda (en inglés: New Buda Township) es un municipio ubicado en el condado de Decatur en el estado estadounidense de Iowa. En el año 2010 tenía una población de 291 habitantes y una densidad poblacional de 4,46 personas por km².

## Geografía
El municipio de New Buda se encuentra ubicado en las coordenadas 40°36′7″N 93°51′42″O / 40.60194, -93.86167. Según la Oficina del Censo de los Estados Unidos, el municipio tiene una superficie total de 65.32 km², de la cual 65,11 km² corresponden a tierra firme y (0,31 %) 0,2 km² es agua.

## Demografía
Según el censo de 2010, había 291 personas residiendo en el municipio de New Buda. La densidad de población era de 4,46 hab./km². De los 291 habitantes, el municipio de New Buda estaba compuesto por el 94,16 % blancos, el 0,34 % eran afroamericanos, el 1,03 % eran amerindios, el 0,69 % eran asiáticos, el 1,03 % eran de otras razas y el 2,75 % eran de una mezcla de razas. Del total de la población el 1,03 % eran hispanos o latinos de cualquier raza.